# Бандкамп
Бандкамп (Bandcamp) е американска интернет музикална компания, основана през 2008 г. от съоснователя на Одпост Итън Даймънд и програмистите Шон Грънбъргър, Джо Холт и Нийл Тъкър,  със седалище в Оукланд, Калифорния, САЩ. 

## Бизнес модел
Изпълнители и лейбъли качват музика в Бандкамп и контролират как я продават, като определят свои собствени цени, предлагат на потребителите възможност да плащат повече  и продават стоки.
Потребителите могат да изтеглят своите покупки или да предават поточно своята музика в приложението или уебсайта на Бандкамп само веднъж или като запазят ваучера за покупка, неограничен брой пъти. Те също могат да изпращат закупена музика като подарък,   да преглеждат текстове и да запазват отделни песни или албуми в списък с желания. Качването на музика в Бандкамп е безплатно. Компанията взима комисионна от 15% от продажбите, направени от техния уебсайт, която пада до 10%, след като продажбите на артист надхвърлят 5000 долара, плюс таксите за обработка на плащанията. 
Изтегляния се предлагат във формати със загуби MP3 (LAME, 320k или V0), AAC и Ogg Vorbis и във формати без загуби FLAC, ALAC, WAV и AIFF.  В допълнение към цифровите изтегляния, изпълнителите могат да предложат да продават музиката си на физически носители като CD или плоча.
Уебсайтът на Бандкамп предлага на потребителите достъп до страницата на изпълнител, с информация за изпълнителя, връзки към социалните медии, връзки за търговия и списък на тяхната налична музика. Изпълнителите могат да променят външния вид на своята страница и да персонализират нейните функции.  През 2010 г. сайтът дава възможност за вградени/споделени връзки в други сайтове за социални медии. 
Към август 2020 г. половината от приходите на Bandcamp са били от продажби на физически продукти. 
През ноември 2020 г. Bandcamp стартира Bandcamp Live, услуга за стрийминг на живо с билети за артисти. Услугата е интегрирана функция на уебсайта на Бандкамп. Таксите за билети са отменени до 31 март 2021 г. и оттогава стават 10%. 
Бандкамп предоставя услуги за пресоване на винил за артисти. След пилотен проект с 50 артисти през 2020 г., компанията отваря ограничен достъп до 10 000 артисти в началото на 2021 г. с планове за по-нататъшно разширяване. Техните фенове поръчват предварително пресата, вместо да накарат изпълнителят да го финансира предварително. Бандкамп позволява на артистите да определят собствена цена. Продажбите на два милиона плочи на компанията през 2020 г. се удвояват спрямо 2019 г. 
Бандкамп е придобит от Epic Games на 2 март 2022 г. Компанията остава като своя собствена независима операция под Epic Games, въпреки че получава предимствата на бекенд услугите на Epic Games. 

## Благотворителност
По време на пандемията от COVID-19, през 2020 г. Бандкамп обявява, че ще се откаже от своя дял от приходите и ще дари всички продажби на артисти за 24 часа на 20 март.  Те повтарят инициативата през следващите месеци  и тези дни започват да се наричат "Bandcamp Fridays";   те са насрочени веднъж всеки месец и уебсайтът Is It Bandcamp Friday?  е създаден, за да осигури яснота във времето на тези извън тихоокеанската часова зона. След като събира повече от 40 милиона долара за своите музиканти през 2020 г. чрез Bandcamp Fridays, платформата разширява програмата до четири допълнителни дати през 2021 г. 
В отговор на протестите, които се провеждат след убийството на Джордж Флойд и други афроамериканци, загинали от полицейско насилие, Бандкамп обявява, че за 24 часа на 19 юни 2020 г. ще дари 100% от печалбата на Фонда за правна защита на NAACP. 

## Известни артисти и лейбъли
Bandcamp привлича голямо внимание през юли 2010 г., когато Аманда Палмър, Low Places и Bedhed се отказват от звукозаписните си компании и започват да продават албуми в Bandcamp, използвайки Туитър за промоция. 
Първоначално Уил Толедо издава своя студиен албум от 2011 г. Twin Fantasy на Бандкамп. Оттогава албумът придобива култ, благодарение на онлайн форумите Reddit и 4chan и е изтеглен над 33 000 пъти.
Няколко разработчици на инди игри публикуваха саундтраците си на играта в Бандкамп, включително създателите на Aquaria, Bastion, Cuphead, Sanctum, Machinarium, Terraria, Plants vs. Zombies, Limbo, Super Meat Boy, To the Moon, Fez, Minecraft, Undertale, Deltarune и Stardew Valley.
През декември 2014 г. стартира Bandcamp for Labels. Популярни независими лейбъли като Sub Pop , Fat Wreck Chords, Relapse Records и Epitaph Records пусйат свои собствени страници на Бандкамп. 
През ноември 2019 г. Питър Габриел добавя пълния си соло каталог към Бандкамп. 
На 18 юни 2020 г. Бьорк публикува дискографията си в платформата.
На 21 октомври 2021 г. Radiohead публикуват дискографията си в платформата.

## Бандкамп Дейли
През лятото на 2016 г. редакционното им съдържание е разширено чрез стартиране на Bandcamp Daily, онлайн музикално издание за изпълнители в платформата.  Изданието е базирано в Ню Йорк.  Неговият управляващ редактор е Джес Сколник, писател за Pitchfork, BuzzFeed и The New York Times.  Сред колумнистите на Bandcamp Daily са автори на Wired,  Vice,  NPR Music,  Pitchfork  и Paste. 
На 4 август 2017 г. служителите на Bandcamp Daily даряват всички приходи от продажбите за деня на Transgender Law Center, организация за граждански права за транссексуални хора. 
През февруари 2018 г. аудиторията на Bandcamp Daily се е увеличила с 84% спрямо предходната година. 

## Външни връзки
Официален уебсайт на Бандкамп
|  | Тази страница частично или изцяло представлява превод на страницата Bandcamp в Уикипедия на английски. Оригиналният текст, както и този превод, са защитени от Лиценза „Криейтив Комънс – Признание – Споделяне на споделеното“, а за съдържание, създадено преди юни 2009 година – от Лиценза за свободна документация на ГНУ. Прегледайте историята на редакциите на оригиналната страница, както и на преводната страница, за да видите списъка на съавторите. ВАЖНО: Този шаблон се отнася единствено до авторските права върху съдържанието на статията. Добавянето му не отменя изискването да се посочват конкретни източници на твърденията, които да бъдат благонадеждни. |